# Халефоглу, Вахит Мелих
Вахит Мелих Халефоглу (тур. Vahit Melih Halefoğlu; 19 ноября 1919, Антакья, Турция — 20 января 2017, Стамбул, Турция) — турецкий дипломат и государственный деятель, министр иностранных дел Турции (1983—1987).

## Биография
В 1942 г. окончил Школу политических наук Анкарский университет. Владел французским, английским, немецким и арабским языками. С 1942 по 1944 годы проходил армейскую службу, затем начал дипломатическую службу:
- 1949—1951 гг. — второй, затем первый секретарь посольства Турции в СССР. Затем возглавлял политический департамент, управление по политическим вопросам МИД Турции. Был первым заместителем генерального секретаря МИД по политическим вопросам,
- 1953—1959 гг. — первый секретарь, советник посольства, временный поверенный в делах посольства в Великобритании,
- 1959—1962 гг. — генеральный директор I Департамета МИД Турции,
- 1962—1965 гг. — посол в Ливане, в 1964—1965 гг. — посол в Кувейте (по совместительству),
- 1965—1966 гг. — посол в СССР,
- 1966—1970 гг. — посол в Нидерландах,
- 1970—1972 гг. — первый секретарь по политическим вопросам, генеральный секретарь МИД Турции,
- 1972—1982 гг. — посол в ФРГ,
- 1982—1983 гг. — посол в СССР.

После всеобщих выборов, состоявшихся в 1983 году, премьер-министр Тургут Озал назначил его министром иностранных дел. На промежуточных выборах в 1986 году был избран депутатом от Партии Отечества. На всеобщих выборах в 1987 году не выставлял свою кандидатуру и закончил политическую карьеру.

## Награды и звания
Командор ордена «За заслуги перед Федеративной Республикой Германия».